# Pin-Balma
Pin-Balma – miejscowość i gmina we Francji, w regionie Oksytania, w departamencie Górna Garonna.
Według danych na rok 1990 gminę zamieszkiwało 678 osób, a gęstość zaludnienia wynosiła 102 osoby/km² (wśród 3020 gmin regionu Midi-Pyrénées Pin-Balma plasuje się na 478. miejscu pod względem liczby ludności, natomiast pod względem powierzchni na miejscu 1355.).